# Minzhong
Le minzhong (chinois simplifié : 闽中语 ; chinois traditionnel : 閩中語 ; pinyin : mǐnzhōng yǔ) ou min central, littéralement « langue du centre de la rivière Min », est une langue du groupe min, une langue chinoise. Il est parlé dans les régions de Yong'an et Sanming dans la province de Fujian. La plupart des locuteurs du min central vivent dans le Fujian moyen.